# Пакш
Пакш (венг. Paks, произносится Покш) — город в центре Венгрии, в медье Тольна, на правом берегу Дуная.
Известен несколькими соборами — католической церковью Сердца Христова (освящена в 1901 году) и собором Святого Духа (по проекту Имре Маковца). В городе расположена единственная в Венгрии атомная электростанция, построенная в 1983 году и дающая около 40 % национального производства электроэнергии.

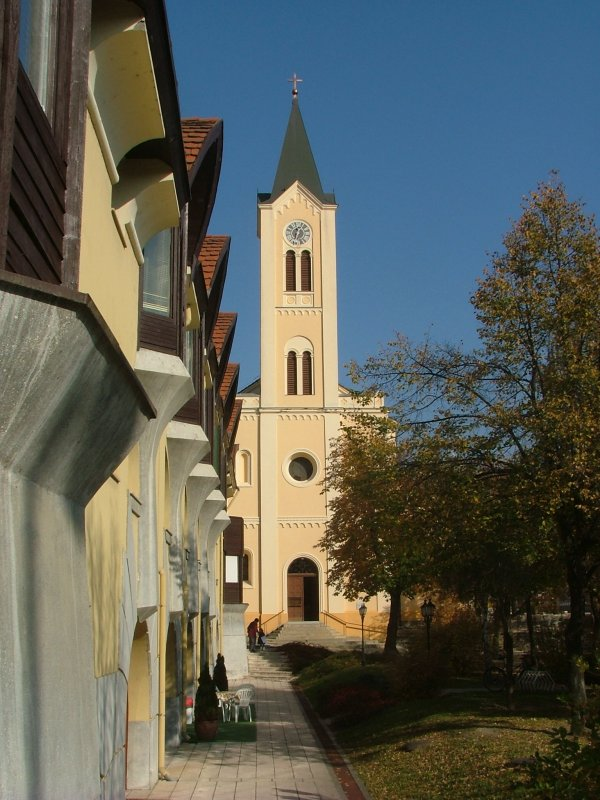
Церковь Сердца Христова в Пакше

## Население
| Год  | Численность | Численность |
| ---- | ----------- | ----------- |
| 2013 | 19 481      | [ 3 ]       |
| 2014 | 19 387      | [ 4 ]       |
| 2018 | 18 788      | [ 5 ]       |
| 2021 | 18 224      | [ 6 ]       |
| 2022 | 17 417      | [ 7 ]       |
| 2023 | 17 827      | [ 8 ]       |
| 2024 | 17 917      | [ 2 ]       |

## Города-побратимы
- Галанта, Словакия (1998)
- Ловийса, Финляндия
- Нововоронеж, Россия